# Clusia steyermarkii
Clusia steyermarkii är en tvåhjärtbladig växtart som beskrevs av Bassett Maguire. Clusia steyermarkii ingår i släktet Clusia och familjen Clusiaceae. Inga underarter finns listade i Catalogue of Life.